# Valanga di Rigopiano
La valanga di Rigopiano è stato un evento disastroso verificatosi il 18 gennaio 2017 a Rigopiano, località nel comune di Farindola, Abruzzo.
La catastrofe è stata provocata da una slavina che, distaccatasi da una cresta montuosa sovrastante, ha investito l'albergo Rigopiano - Gran Sasso Resort, causando 29 vittime. 
In base ai dati disponibili, si tratta della valanga che (presa singolarmente) ha causato il maggior numero di morti di sempre sulle montagne dell'Appennino e la seconda più disastrosa per numero di morti in Europa dopo la valanga di Galtür nel 1999 che provocò 31 decessi.

## Dinamica
Dall'inizio di gennaio 2017 l'Italia era stata interessata da un'ondata di freddo che aveva provocato copiose nevicate, in particolare sull'Appennino centrale, dove gli accumuli avevano raggiunto anche il metro e mezzo, isolando numerosi centri abitati a causa dell'inagibilità della rete stradale (SP8 e SP37) e dell'interruzione nella fornitura di energia elettrica. Il giorno 17 e 18 il bollettino del servizio nazionale di previsione neve e valanghe emesso da Meteomont indicava per l'area della Maiella e del Gran Sasso un grado di pericolo 4 su una scala da 1 a 5, con questa condizione di manto nevoso "Strati di neve fresca asciutta a debole coesione su strati debolmente consolidati. Il manto nevoso è debolmente consolidato e per lo più instabile su tutti i pendii ripidi" per il giorno 18. La forte nevicata aveva bloccato l'unica via di comunicazione che collega l'albergo col fondovalle e, nonostante i solleciti e gli appelli che fanno leva sui due fattori ambientali, non viene trovata alcuna turbina spazzaneve per liberare la strada e che permettesse così l'evacuazione della struttura.
Nel pomeriggio una valanga di neve e detriti di grandi proporzioni si distacca dalle pendici sovrastanti il massiccio orientale del Gran Sasso tra il Vado di Siella (1 725 m) e il Monte Siella (2 027 m), incanalandosi nella Grava di Valle Bruciata (che significa appunto "frana", "brecciaio"), un canalone coperto da un faggeto, sino a raggiungere l'albergo Rigopiano, che pare essere sorto su un pianoro di detriti venuti giù a valle con altre valanghe e che costituiva l'ampliamento di un ex rifugio di montagna precedentemente gestito dal CAI.
Nel giugno 2022 il Tribunale di Milano sentenzia che la valanga del 18 gennaio 2017 non fu innescata dalla sequenza sismica del Centro Italia del 2016-2017, escludendo quindi ogni nesso di causalità tra il terremoto e la valanga. Sia ad Amatrice che a Rigopiano furono impiegati gli stessi cani molecolari dei Vigili del Fuoco.
La valanga travolge la struttura alberghiera, sfondandone le pareti e spostandola di circa dieci metri verso valle rispetto alla posizione originaria. Dopo la tragedia, il primo allarme con l'indicazione dell'avvenuta valanga viene dato alle ore 17:40: si tratta di una telefonata, fatta col cellulare di Giampiero Parete al proprio datore di lavoro, Quintino Marcella: "È caduto, è caduto l'albergo!"; quest'ultimo darà l'allarme superando una certa incredulità iniziale da parte dei responsabili dei soccorsi in zona.
A causa di questa incredulità, la colonna dei soccorsi partirà solo tra le 19:30 e le 20:00 per quella che si rivelerà una difficile marcia di avvicinamento alla zona del disastro.

## Vittime

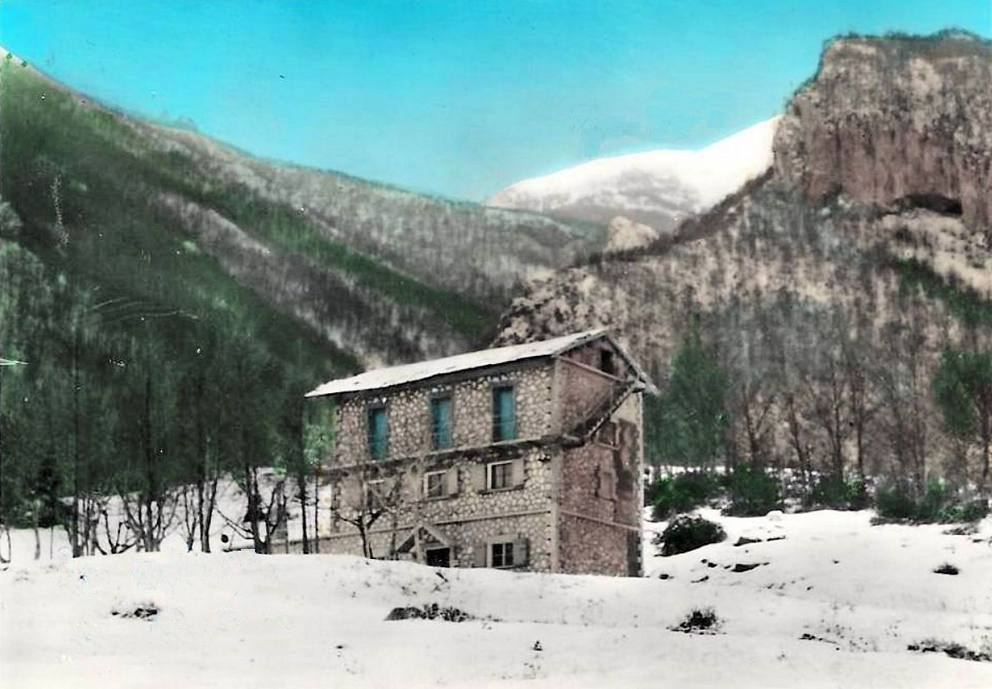
L'originario rifugio del CAI a Rigopiano, dietro l'edificio è visibile il canalone lungo il quale è scesa la valanga

Piantina del piano terra dell'albergo di Rigopiano con posizione approssimativa di ritrovamento dei sopravvissuti (in verde) e delle vittime (in rosso)

Al momento dell'impatto, si trovavano nell'area dell'hotel 40 persone, 28 ospiti, di cui 4 bambini, e 12 membri del personale, da ore bloccate nel rifugio a causa dell'abbondante nevicata. L'allarme viene lanciato, a mezzo dei loro telefoni cellulari, da Fabio Salzetta, operaio manutentore dell'albergo, e Giampiero Parete, ospite, che si trovavano entrambi immediatamente fuori dalla struttura, il primo nel locale caldaia e il secondo presso la propria automobile, rimasti solo marginalmente coinvolti dalla slavina;  tuttavia la macchina dei soccorsi si attiva solo dopo le 19:30, in quanto le prime telefonate non vengono considerate attendibili dalla prefettura di Pescara (sia per la confusione generata dal crollo di una stalla avvenuta sempre a Farindola la mattina stessa, sia per le informazioni contrastanti fornite alla prefettura dal direttore dell'albergo che basandosi sull'ultima conversazione avuta era all'oscuro dell'accaduto e si trovava in altra località, sia verosimilmente per la situazione di emergenza in cui versava buona parte dell'Abruzzo orientale).
Essendo interrotte le vie di comunicazione, ostacolata l'avanzata della turbina spazzaneve dalla presenza di tronchi e detriti mescolati a neve sulla strada, vista la nevicata incessante e nell'impossibilità di utilizzare elicotteri per il maltempo, i soccorritori della Guardia di Finanza e del Corpo nazionale soccorso alpino e speleologico (CNSAS) decidono di staccarsi dalla colonna dei mezzi di soccorso (composti dalla colonna dei Vigili del Fuoco) che proseguiva con la turbina spazzaneve, avanzando con gli sci e dirigendosi alla volta dell'hotel. Dopo più di due ore di avvicinamento, il gruppo riesce a raggiungere la struttura alberghiera verso le quattro del mattino, soccorrendo i due superstiti che nel frattempo hanno trovato rifugio in un'autovettura. Iniziano quindi le ricerche, che portano al ritrovamento della prima salma. Solo verso mezzogiorno la colonna motorizzata dei mezzi dei soccorsi riesce a raggiungere l'albergo.
Il 20 gennaio attorno alle 12:00 e dopo oltre 30 ore vengono trovati dai gruppi dei Vigili del Fuoco specializzati in soccorso USAR 6 sopravvissuti, salvati da un solaio e localizzati anche grazie alle indicazioni di uno dei superstiti, il manutentore, che ha voluto ritornare sul luogo per aiutare la ricerca dei sopravvissuti. In tutto vengono recuperate vive nove persone intrappolate nell'edificio, cinque adulti e quattro bambini; gli ultimi superstiti vengono estratti 62 ore dopo la caduta della valanga.
Terminate il 26 gennaio le operazioni di ricerca, delle 40 persone che si trovavano nel rifugio il bilancio finale risulta di 29 vittime e 11 superstiti.  Una delle vittime, in base all'analisi dei messaggi contenuti nel telefono cellulare, sarebbe tuttavia sopravvissuta per oltre 40 ore dopo la valanga. Le persone scampate alla valanga si trovavano fuori dall'albergo (2), le rimanenti estratte vive si trovavano tutte al piano terra dell'edificio: nella sala da biliardo (5 persone salvate il 20 gennaio) e nell'area del camino del bar (4 persone salvate la mattina del 21 gennaio), sono state ritrovate morte tutte quelle presenti in cucina (10), quelle nella zona della hall (17) e 2 rinvenute nell'area del camino.
Il numero delle vittime causate dal maltempo nell'area vide aggiungersi quello di sei persone morte il 24 gennaio per la caduta di un elicottero di soccorso in montagna a Campo Felice, tra cui due dei soccorritori precedentemente impegnati a Rigopiano, e di altre complessive otto persone decedute nello stesso periodo per varie cause riconducibili al maltempo o al terremoto nei paesi di Brittoli, Crognaleto, Castel Castagna, Montereale, Ortolano, Rocca Santa Maria.

## Inchiesta giudiziaria
La magistratura, a mezzo della procura di Pescara, ha aperto un'inchiesta sull'accaduto per accertare eventuali responsabilità circa l'idoneità della struttura portante dell'albergo, il luogo della costruzione dell'edificio rispetto al rischio valanghe e il presunto ritardo dei soccorsi a partire dalle comunicazioni della tragedia. L'albergo, a seguito della ristrutturazione del 2007 con l'introduzione di un centro benessere, era stato al centro di una inchiesta per presunto reato di occupazione abusiva di suolo pubblico, ma gli indagati erano poi stati tutti assolti nel 2016 perché "il fatto non sussiste".
Nel 1999 uno studio evidenziava che l'albergo sorgeva effettivamente in una zona a rischio, senza tuttavia che ciò abbia influito sui lavori di ristrutturazione e forse l'edificio stesso era stato costruito sui detriti di una precedente valanga del 1936.  L'osservazione di alcune fotografie scattate negli anni 1945, 1954, 1975 e 1985 sembrano indicare, secondo alcuni osservatori, un rimboschimento di un'area precedentemente denudata del versante sinistro del canalone, confermando, secondo un geologo, l'ipotesi di una valanga avvenuta nel 1936 che avrebbe distrutto la copertura boschiva.
Il periodico satirico francese Charlie Hebdo pubblicò un articolo sulla vicenda, suscitando forti polemiche in Italia. Il 22 gennaio 2017, il sindaco di Farindola Ilario Lacchetta annunciò l'intenzione di intraprendere atti legali contro la rivista, giudicando l'articolo come "ben oltre il cattivo gusto" ed offensivo in modo molto simile ad una precedente pubblicazione sul terremoto del centro Italia del 2016.
A fine febbraio 2023 il giudice nella sentenza di primo grado assolve 25 dei 30 imputati. Con la sentenza d'appello del 2024 le condanne salgono a otto.